# Herpetopoma bellum
Herpetopoma bellum là một loài ốc biển trong họ Chilodontidae.

## Phân bố
New Zealand.